# Oh Ha-young
Oh Ha-young (hangul: 오하영), även känd under artistnamnet Hayoung, född 19 juli 1996 i Seoul. She är en sydkoreansk sångerska och skådespelare. Hon har varit medlem i den sydkoreanska tjejgruppen Apink sedan gruppen debuterade 2011.

## Diskografi

### Album
| Datum       | Albumtitel              | Topplacering          |
| Datum       | Albumtitel              | Sydkorea (Gaon Chart) |
| ----------- | ----------------------- | --------------------- |
| 19 apr 2011 | Seven Springs of A Pink | 6                     |
| 22 nov 2011 | Snow Pink               | 7                     |
| 9 maj 2012  | Une Annee               | 4                     |
| 5 jul 2013  | Secret Garden           | 2                     |
| 31 mar 2014 | Pink Blossom            | 2                     |
| 24 nov 2014 | Pink Luv                | 1                     |
| 21 jul 2015 | Pink Memory             | 2                     |
| 26 sep 2016 | Pink Revolution         | 2                     |

## Filmografi

### TV-drama
| År   | Titel    | Kanal | Roll        |
| ---- | -------- | ----- | ----------- |
| 2017 | Find Her | KBS   | Go Ha-young |